# Ентоні Ешлі Купер, 3-й граф Шефтсбері
Ентоні Ешлі Купер Шефтсбері (англ. Anthony Ashley Cooper, 3rd Earl of Shaftesbury; 26 лютого 1671, Лондон — 4 лютого 1713, Неаполь) — англійський філософ, письменник і політик, діяч Просвітництва. Третій граф Шефтсбері. Автор робіт, зібраних у трьох томах «Характеристики людей, звичаїв, думок, часів», присвячених етичним, естетичним, релігійним і політичним проблемам.

## Філософія
Ідеї та мислителі, які вплинули на Шефтсбері:
- Античність. Неоплатонізм і стоїцизм.
- Кембриджські неоплатоніки.
- Пантеїзм Джордано Бруно.
- Сенсуалізм і лібералізм Локка.

Етична концепція багато в чому побудована на критиці егоїстичної доктрини людської природи Томаса Гоббса. Коло проблем, що розглядаються Шефтсбері, обмежувалося етикою, релігією і естетикою, а також можна назвати політику, до якої він не залишався байдужим навіть після того, як йому довелося відійти від державних справ. Проте всі ці сфери для нього повністю вичерпували зміст філософії і, по суті, були органічною і нероздільною єдністю.

## Принципи пізнання людини:спостереженняітелеологія
Пізнання людської природи за Шефтсбері повинно ґрунтуватися на спостереженні і телеології. Емпіризм недостатній сам по собі, оскільки розгляд предмета поза його зв'язками є зовсім непродуктивним і безглуздим. Так, наприклад, не можна зрозуміти будову годинника, не маючи поняття про те, для чого він служать, говорить Шефтсбері. Для спостереження людини необхідно тримати в думці її призначення, ту мету, яка властива її природі. Спостереження і телеологія повинні йти нога в ногу, спостереження передбачає наявність мети, яка, у свою чергу, може й повинна бути виявлена завдяки спостереженню. Таким чином, філософія Шефтсбері об'єднує, з одного боку, телеологічний підхід, за яким існує гармонійний космічний порядок, в якому кожен його елемент займає відведене йому місце і має мету існування, з іншого боку, ретельне спостереження.

## Етика
Шефтсбері (поряд з Локком) можна назвати творцем освітянської етики сенсуалізму . Його ідеї безпосередньо вплинули на етичні концепції Френсіса Гатчесона, Девіда Юма, Адама Сміта, Жана-Жака Руссо, Дені Дідро. Конкретніше його етику можна визначити як пантеїстичний евдемонізм, який характеризується невіддільністю моральності людини від пантеїстичної природи, єдністю людини і роду, індивіда та універсуму, почуттів і розуму, схильностей і обов'язку.

### Принцип єдності людини і природи
Природа є гармонійним цілим, що включає в себе і людську природу. Ця єдність пізнається творчою діяльністю людини в науці, мистецтві, філософії; вона пізнається в гармонійному устрої світобудови, в естетичному почутті порядку.

### Поняття добра
Поняття добра у Шефтсбері включено не тільки в систему суспільних відносин, але застосовується і до природи в цілому. Критерієм, за яким Шефтсбері визначає добро, є його служіння загальному, сприяння «благоденству» світобудови. Світ постає як ієрархічна упорядкована система підкласів, які в сукупності становлять єдине ціле так, що самостійно взята істота, будучи благодійною і сприяючи процвітанню свого роду, сприяє також і благоденству Цілого. Тобто, гармонує з Цілим — добра, не гармоніює — зла; або добро — природне, зло — неприродне тощо. Добро, таким чином, є якість, властива не тільки людині, але й будь-якій доцільній істоті і визначається своїм ставленням до цілого. Людину відрізняє моральність і здатність бути доброчесною, або, іншими словами, здатність вибирати між добрим і поганим. Це можливо завдяки здатності утворювати загальні поняття зовнішніх речей і, головне, внутрішніх схильностей, уподобань і почуттів.
Будь-яка дія збуджується почуттям, або схильністю, як каже Шефтсбері, тоді як розум сам по собі не може бути побудником і достатньою причиною вчинку. Схильність же може бути доброчесною або хибною, і та і інша проявляються у людини, але, завдяки нашим рефлективним здібностям, ми можемо формувати ставлення до схильностей (почуттів) як до добрих так і до поганих. Тобто, нам притаманна здатність формувати загальне поняття схильності чи ідею почуття, яка і підказує нам правильність тих чи інших намірів, справедливість або несправедливість вчинків тощо.
Шефтсбері називає цю здатність «почуттям справедливого і несправедливого», або «моральним почуттям». Моральне почуття — це вроджене почуття симпатії до добра і антисимпатії до зла. Моральне почуття, будучи розвиненим в людині освітою і постійним застосуванням, утворює позитивне ставлення до тих схильностей, які сприяють благоденству суспільства, а через нього і світобудови в цілому, і негативне щодо до тих схильностей, які применшують його.
Шефтсбері називає три види схильностей (мотивів), які можуть стати причиною вчинку:
- громадські або природні, тобто такі, які ведуть до загального блага;
- егоїстичні, теж природні, але проводять до особистого блага;
- неприродні нахили, які не ведуть ні до загального, ні до приватного блага (ненависть, злоба).

Моральність полягає в збалансованому співвідношенні громадських та егоїстичних нахилів. Разом з тим він відзначає, що для людини природно поєднувати егоїстичні і суспільні інтереси, оскільки доведені до крайності одні з них згубними для людини.
Кінцева мета людського існування — доброчинність. Бути доброчесним означає бути щасливим. Тут зіграв свою роль вплив на Шефтсбері стоїцизму. Поділяючи задоволення тіла і задоволення розуму, він укладає, що людина щаслива залежно від задоволень розуму, а не тіла, і добродійне життя є безсумнівним способом досягти духовної автономності і щастя. Доброчесна людина, за Шефтсбері, не залежить від примх долі і обставин.
Шефтсбері відстоює незалежність моральності від релігії. Людина релігійна необов'язково виявиться доброчесною, і, навпаки, моральна людина цілком може бути атеїстом. Він відкидає теологічний волюнтаризм Локка, згідно з яким істинно моральним може вважатися тільки такий вчинок, який виходить з божественного встановлення, «від волі і закону Бога».
Шефтсбері не визнавав вільної волі, в сенсі здатності людини зробити абсолютно незалежний вибір. «Бо як би воля не була вільна, ми бачимо, що настрій і примха управляють нею» .
У сфері політики Шефтсбері вважав, що суспільство має будуватися на принципах свободи, він відстоював свободу слова і свободу релігії.